# Belle de Jour – Schöne des Tages
Belle de Jour – Schöne des Tages ist ein französisches Filmdrama des spanischen Regisseurs Luis Buñuel aus dem Jahr 1967 mit Catherine Deneuve in der Hauptrolle. Der Film basiert auf dem gleichnamigen Roman des französischen Schriftstellers Joseph Kessel aus dem Jahr 1928.

## Handlung
Séverine Sérizy ist eine junge schöne Pariser Bürgersfrau, die mit dem Arzt Pierre verheiratet ist. Séverine liebt ihren Mann, jedoch ist es ihr nicht möglich, mit ihm intim zu werden. Stattdessen gibt sie sich erotischen Tagträumen hin, in denen BDSM und insbesondere Bondage und Demütigungen eine entscheidende Rolle spielen. Bei einem Gespräch mit einer Freundin erfährt sie, dass eine andere Bekannte in einem Bordell arbeitet. Séverine ist zugleich abgestoßen und fasziniert. Henri, ein Bekannter von Pierre, nennt ihr die Adresse des Bordells. Da sie ihre Träume nicht mit ihrem Mann umsetzen kann, beginnt sie, wenn auch zunächst sehr zögerlich, nachmittags in dem Etablissement von Madame Anaïs unter dem Namen „Belle de jour“ („Schöne des Tages“) zu arbeiten. Abends kehrt sie zu ihrem Mann zurück, dem sie ihr Doppelleben verschweigt.
Einer ihrer Kunden, der junge Kriminelle Marcel, verliebt sich in sie. Schwierigkeiten zeichnen sich ab, als Pierre sie für einige Tage zu einem Urlaub am Meer mitnimmt und sie daher nicht im Bordell erscheinen kann. Der von ihr geradezu besessene Marcel macht ihr bei der Rückkehr eine gewalttätige Szene. Als Séverine von Henri in dem Etablissement entdeckt wird, kommt es zu einem Dialog, der verdeutlicht, dass ihr die heimliche Tätigkeit eine Erfüllung gibt, die sie in ihrer Ehe nicht finden kann. Nach Henris Ankündigung, ihr zukünftig gemeinsame männliche Bekannte als Freier zu schicken, will sie erst verängstigt ihre Tätigkeit aufgeben, kehrt aber dann doch wieder zurück. Dadurch erfährt Marcel im Rahmen seiner Nachforschungen ihre Adresse und ihre wahre Identität. Überraschend stellt er sie in ihrer Wohnung zur Rede. Da aus seiner Sicht einzig ihre Ehe mit Pierre sie hindert, mit ihm zu gehen, schießt er schließlich ihren Mann vor dem Haus nieder. Marcel wird auf der anschließenden Flucht von einem Polizisten erschossen. Pierre überlebt als Schwerverletzter im Rollstuhl.
Nach einiger Zeit besucht Henri das Paar, das sich inzwischen mit der Invalidität eingerichtet hat. Er kündigt Séverine unter vier Augen an, Pierre über ihr Geheimnis aufzuklären. Sie lässt die beiden Männer im Salon allein, und was dort geschieht, bleibt unklar; allerdings fließen Tränen über Pierres Wangen, als Séverine zu ihm zurückkommt.
Die sich unmittelbar anschließende Schlussszene zeigt das Paar allein im Salon, als Pierre plötzlich wie ein Gesunder aus dem Rollstuhl aufsteht. Es ist nicht ersichtlich, ob es sich dabei erneut um einen von Séverines Tagträumen handelt bzw. ob nicht vielmehr ihre ganze Tätigkeit bei Madame Anaïs und die daraus resultierenden Ereignisse zu ihrer Phantasiewelt gehören.

## Hintergrund
- Die Kostüme kreierte der Modeschöpfer Yves Saint Laurent.
- In der Vergewaltigungsszene wurde Séverines Kleid mit einem Klettband ausgestattet, um einen heftigeren Ton zu erzeugen in dem Moment, wenn es weggerissen wird.
- In den meisten mit Untertiteln versehenen Versionen des Filmes (also nicht in der französischen Originalfassung) wird ein kursiver Schriftzug benutzt, um dem Publikum dabei zu helfen, Séverines Phantasien von den tatsächlichen Begebenheiten zu unterscheiden.
- Die Szene, in deren Verlauf Séverine auf Wunsch des Freiers in einem Sarg liegt, wurde von der Zensur gekürzt. Im weiteren Verlauf wurde ursprünglich eine Schwarze Messe abgehalten.
- Laut Buñuels Stipendiatin Julie Jones sei dem Regisseur selbst nicht klar gewesen, was das Ende des Films wirklich bedeute.
- Luis Buñuel hat einen Cameo-Auftritt. Als der Graf aus seiner Kutsche steigt, sitzt Buñuel vor dem Café unter den Gästen.
- Bei dem Kästchen, das ein mongolischer Freier mitbringt und aus dem ein Summen ertönt, handelt es sich um einen MacGuffin, d. h. der Zuschauer soll sich selbst ausmalen, was drin ist und wie es als Aphrodisiakum funktioniert. Die Assoziation einer Spanischen Fliege ist naheliegend. Séverine scheint die Anwendung, die nicht gezeigt wird, nicht missfallen zu haben.
- Der Kinostart des Films in der Bundesrepublik Deutschland war am 15. September 1967, die Fernseh-Erstausstrahlung am 9. März 1975 in der ARD um 21:30 Uhr.[2][3]
- 2017 wurde die Altersfreigabe in Deutschland von 18 auf 16 herabgesetzt.

## Kritiken
„Hochartifizielles Gebilde von übergangslos vermischten Elementen aus Realität und Vorstellung, dessen traumatische Dimension mit surrealen Bildmomenten verstärkt wird. Ein weiterer Versuch Buñuels über den pathologischen Befund von bürgerlicher Gesellschaft, Liebe und Ehe.“

„Der Film ist in das Spätwerk Buñuels einzuordnen und weist alle diesem typischen Charakteristiken auf. So wird die Idee einer eindimensionalen Erzählebene immer wieder gebrochen und Séverines Wunschträume und Realität von Beginn an in ein Kontinuum verwoben. Auch finden sich die für den Regisseur üblichen ironisch-poetischen Analysen der bourgeoisen Gesellschaft, wie so oft im Zentrum des Geschehens.“

„Trotz des delikaten Themas ein geschmackvoll inszenierter Film […], dem jedoch die Kraft zu einem wirklichen ‚Anstoß‘ fehlt. Interesse weckt die bruchlose Aneinanderreihung von traumhaften und realistischen Sequenzen, wobei die Wirklichkeit nicht weniger phantastische Elemente enthält als der Traum. Nur für Erwachsene möglich!“

## Auszeichnungen
- Britischer Filmpreis 1969

nominiert als beste Hauptdarstellerin: Catherine Deneuve
- Bodil 1968

Bester europäischer Film
- Internationale Filmfestspiele von Venedig 1967
  - Bester Film
  - Pasinetti-Preis – Bester Film

- Association Française de la Critique de Cinéma 1968

Prix Méliès – Bester Film (zusammen mit Mouchette von Robert Bresson)

## Synchronisation
| Rolle            | Darsteller        | Synchronsprecher      |
| ---------------- | ----------------- | --------------------- |
| Séverine Sérizy  | Catherine Deneuve | Evelyn Gressmann      |
| Pierre Sérizy    | Jean Sorel        | Joachim Ansorge       |
| Henri Husson     | Michel Piccoli    | Gert Günther Hoffmann |
| Marcel           | Pierre Clémenti   | Christian Brückner    |
| Charlotte        | Françoise Fabian  | Renate Küster         |
| Pallas           | Marguerite Muni   | Tilly Lauenstein      |
| Monsieur Adolphe | Francis Blanche   | Fritz Tillmann        |
| Herzog           | Georges Marchal   | Curt Ackermann        |
| Hyppolite        | Francisco Rabal   | Arnold Marquis        |